# Jubilate Domino

Le Jubilate Domino (en français « Réjouissez-vous dans le Seigneur ») BuxWV 64 est l'une des œuvres vocales les plus connues de Dietrich Buxtehude. Composée pour une seule voix (alto) soutenue par un instrument unique (viole de gambe) et une basse continue, et basée sur les versets 4 à 6 du psaume 98, cette cantate spirituelle est caractérisée par une très grande virtuosité pour le chanteur comme pour la viole. Buxtehude aurait donc pu composer ce véritable morceau de bravoure pour un intervenant extérieur au personnel de l'église Sainte-Marie de Lübeck (on sait qu'un castrat italien y chanta en 1672).
Après la sinfonia introductive, la pièce est divisée en trois parties, une par verset.

## Texte
« Jubilate Domino omnis terra
Cantate et exultate
Et exultate et psallite
Psallite Domino chitara et voca psalmi
Psallite Domino in chitara
In buccinis et voce tubae
Jubilate in conspectu regis Domini. »